# Rekowo (gmina Kamień Pomorski)
Rekowo – osada w północno-zachodniej Polsce, położona w województwie zachodniopomorskim, w powiecie kamieńskim, w gminie Kamień Pomorski. Przez osadę przebiega droga wojewódzka nr 107.
W Rekowie do rzeki Wołczenicy uchodzi struga Stawna, płynąca od południa.
W latach 1946–1998 miejscowość należała administracyjnie do województwa szczecińskiego.